# Juana Gil Fernández
Juana Gil Fernández (Madrid, 1955) es una lingüista y profesora universitaria española. Su campo de especialidad incluye la fonética y fonología, así como las aplicaciones de la fonética a la ciencia forense y a la enseñanza de lenguas extranjeras.

## Biografía
Cursó estudios de filología española en la Universidad Autónoma de Madrid (UAM), donde obtuvo los grados de licenciatura (1977) y doctorado (1984). Es profesora titular de filología en la UAM y la Universidad Nacional de Educación a Distancia y laboró dentro del Instituto Ortega y Gasset, asociado a la Universidad Complutense de Madrid. Dentro del Consejo Superior de Investigaciones Científicas (CSIC) fungió como subdirectora del Instituto de Lengua, Literatura y Antropología y directora del Laboratorio de Fonética (2006-2016), donde estuvo a cargo del Máster en Estudios Fónicos y la revista Loquens: Spanish Journal of Speech Sciences. Actualmente es directora del Instituto Cervantes de Lyon, Francia.

## Publicaciones selectas

### Libros
- Gil Fernández, Juana (2007). Fonética para profesores de español: De la teoría a la práctica. Madrid: Arco/Libros. ISBN 8476356455.
- Gil Fernández, Juana, ed. (2002). Panorama de la fonología española actual. Madrid: Arco/Libros. ISBN 8476354037.
- Gil Fernández, Juana (1988). Los sonidos del lenguaje. Madrid: Síntesis. ISBN 8477380038.
- Gil Fernández, Juana (1986). La creación léxica en la prensa marginal. Madrid: Coloquio. ISBN 8486093473.